# Villa del Rosario (kommunhuvudort)
Villa del Rosario är en kommunhuvudort i Argentina.   Den ligger i provinsen Córdoba, i den centrala delen av landet, 600 km nordväst om huvudstaden Buenos Aires. Villa del Rosario ligger 249 meter över havet och antalet invånare är 13 741.
Terrängen runt Villa del Rosario är platt, och sluttar österut. Det finns inga andra samhällen i närheten.
Trakten runt Villa del Rosario består till största delen av jordbruksmark. Runt Villa del Rosario är det ganska glesbefolkat, med 21 invånare per kvadratkilometer.